# Margaret Alston-Garnjost
Margaret Hope Alston-Garnjost (Londres, 23 de enero de 1929-7 de febrero de 2019) fue una física británica que trabajó durante muchos años en el Laboratorio Nacional Lawrence Berkeley, donde su investigación con la cámara de burbujas contribuyó a ganar el premio nobel a su supervisor, Luis Walter Álvarez.

## Biografía
Nació en Londres el 23 de enero de 1929; sus padres eran Pauline y Norman Alston. Para escapar de la Segunda Guerra Mundial, sus padres la enviaron a estudiar en Ciudad del Cabo, Sudáfrica, con unos primos. Completó un doctorado en física por la Universidad de Liverpool en 1955.
Después de completar su doctorado, ocupó un puesto en el Laboratorio de Radiación Lawrence en Berkeley, California, que finalmente se convirtió en el Laboratorio Nacional Lawrence Berkeley. Allí conoció y se casó con su compañero de laboratorio Bertram Garnjost en 1966. Su supervisor, Luis Walter Álvarez, obtuvo el Premio Nobel por su trabajo con la cámara de burbujas en 1968, y destacó el trabajo de Alston en su discurso de aceptación, bromeando basándose en la similitud en sus nombres de que sus publicaciones eran de "Alston et al". Su trabajo posterior también incluyó experimentos sobre desintegración beta doble con Robert Kenney y Robert D. Tripp, realizados en una mina abandonada en Idaho.
Después de jubilarse, ella y su esposo se mudaron a Oregón y regresaron a la región de East Bay de California en 2008. Falleció el 7 de febrero de 2019.

## Reconocimiento
Fue nombrado miembro de la Sociedad Estadounidense de Física (APS) en 1984, después de una nominación de la división de física nuclear de la APS, "por sus contribuciones al descubrimiento y medición de propiedades de resonancias de quarks ligeros y pesados".